# Крепочи
Кре́почи (бел. Крапачы) — деревня в Барановичском районе Брестской области Белоруссии. Входит в состав Городищенского сельсовета. Расположена в 27,5 км по автодорогам к северу от центра Барановичей, на расстоянии 6,5 км по автодорогам к юго-западу от центра сельсовета, городского посёлка Городище. Население — 10 человек (2023).

## История
В 1897 году — деревня Городищенской волости Новогрудского уезда Минской губернии, 24 двора, хлебозапасный магазин. В 1909 году — 29 дворов. На карте 1910 года указана под названием Крипачи.
После Рижского мирного договора 1921 года — в составе Городищенской гмины Барановичского повета Новогрудского воеводства Польши, 26 домов.
С 1939 года — в составе БССР, с конца июня 1941 года до июля 1944 года оккупирована немецко-фашистскими войсками.
В 1940–62 годах — в Городищенском районе Барановичской, с 1954 года Брестской области. Затем передана Барановичскому району.
В 2013 году передана из упразднённого Гирмантовского сельсовета в Городищенский.

## Население
По состоянию на 1 января 2023 года в деревне проживало 10 человек в 5 хозяйствах, в том числе 2 моложе трудоспособного возраста, 4 — в трудоспособном возрасте и 4 — старше трудоспособного возраста. 
| Численность населения (по переписи) | Численность населения (по переписи) | Численность населения (по переписи) | Численность населения (по переписи) | Численность населения (по переписи) | Численность населения (по переписи) |
| 1897                                | 1909                                | 1921                                | 1999                                | 2009                                | 2019                                |
| ----------------------------------- | ----------------------------------- | ----------------------------------- | ----------------------------------- | ----------------------------------- | ----------------------------------- |
| 178                                 | ↗210                                | ↘148                                | ↘31                                 | ↘16                                 | ↘12                                 |